# Knightmoves to wedge...
Knightmoves to wedge... is een studioalbum van Pallas. De titel is een samentrekking van twee albums: The wedge en The knightmoves.

## The wedge
The wedge is het tweede studioalbum van Pallas. Het album kwam onder een gunstig gesternte tot stand. EMI zag wel wat in de band. Ze werden gestald bij Harvest Records en kregen de gerenommeerde muziekproducent Mick Glossop. Een nadeel was dat de oorspronkelijke zanger van de band Euan Lowson vertrok. Een vervanger was snel gevonden in Alan Reed. Hij zou voor lange tijd aan de band vastzitten. Het album haalde de Britse albumlijst voor een week op de 70e plaats.

### Muziek
| Nr. | Titel                                | Duur |
| --- | ------------------------------------ | ---- |
| 1.  | Dance through the fire               | 4:48 |
| 2.  | Throwing stones at the wind          | 5:15 |
| 3.  | Win or lose                          | 4:37 |
| 4.  | The executioner (Bernie goetz a gun) | 5:38 |

| Nr. | Titel                | Duur |
| --- | -------------------- | ---- |
| 1.  | A million miles away | 4:40 |
| 2.  | Ratracing            | 8:00 |
| 3.  | Just a memory        | 5:30 |

## The knightmoves
Het album kende onder de liefhebbers gretig aftrek. Zozeer zelfs dat Pallas de EP Knightmoves kon uitgeven (ook via EMI). Na de uitgifte zag EMI af van verdere samenwerking. Pallas kwam zonder platencontract te zitten en nam na een tijdje de albums uit de handel.

### Muziek
| Nr. | Titel     | Duur |
| --- | --------- | ---- |
| 1.  | Strangers |      |
| 2.  | Nightmare |      |

| Nr. | Titel     | Duur |
| --- | --------- | ---- |
| 1.  | Sanctuary |      |

## Knightmoves to wedge...
In 1992 nam Centaur Discs Ltd. uit Dundee het initiatief om de albums nieuw leven in te blazen. Ze gaven het eerste album opnieuw uit en ook The wedge en The knightmoves kwamen opnieuw uit, de laatste twee op één compact disc. De tracks werden in een andere volgorde gezet. 

### Muziek
| Nr. | Titel                            | Duur |
| --- | -------------------------------- | ---- |
| 1.  | Stranger                         | 3:49 |
| 2.  | Executioner (Bernie goetz a gun) | 5:26 |
| 3.  | Throwing stones at the wind      | 5:08 |
| 4.  | Win or lose                      | 4;27 |
| 5.  | Imagination                      | 4:39 |
| 6.  | Ratracing                        | 8:07 |
| 7.  | Sanctuary                        | 9:34 |
| 8.  | Just a memory                    | 5:25 |
| 9.  | Dance through the fire           | 4:45 |
| 10. | Nightmare                        | 4:17 |

In 2000 hield InsideOut Music deze trackvolgorde aan bij hun luxe uitgave van het album. Centaur Discs was toen al met het maken van compact discs gestopt.

## Musici
De musici op alle tracks zijn dezelfde:
- Alan Reed – zang
- Graeme Murray – basgitaar, baspedalen
- Ronnie Brown – synthesizers, mellotron, piano, zang
- Niall Mathewson – gitaar en gitaarsynthesizer
- Derek Forman – slagwerk, percussie